# Hoplitis bicallosa
Hoplitis bicallosa är en biart som först beskrevs av Morawitz 1876.  Hoplitis bicallosa ingår i släktet gnagbin, och familjen buksamlarbin. Inga underarter finns listade i Catalogue of Life.